# Barkudia insularis
Barkudia insularis е вид влечуго от семейство Сцинкови (Scincidae). Видът е критично застрашен от изчезване.

## Разпространение
Разпространен е в Индия (Ориса).